# Tschanta
Der (die) Tschanta war eine Masseneinheit (Gewichtsmaß) in der Türkei und begrenzt (Pirot) in Bulgarien. Das Maß wurde nur für Stärke und Farbe, vorrangig für Schwarz, eingesetzt.
- 1 Tschanta = 75 Oken = 192,834 Zollpfund